# La Rose de Tralee

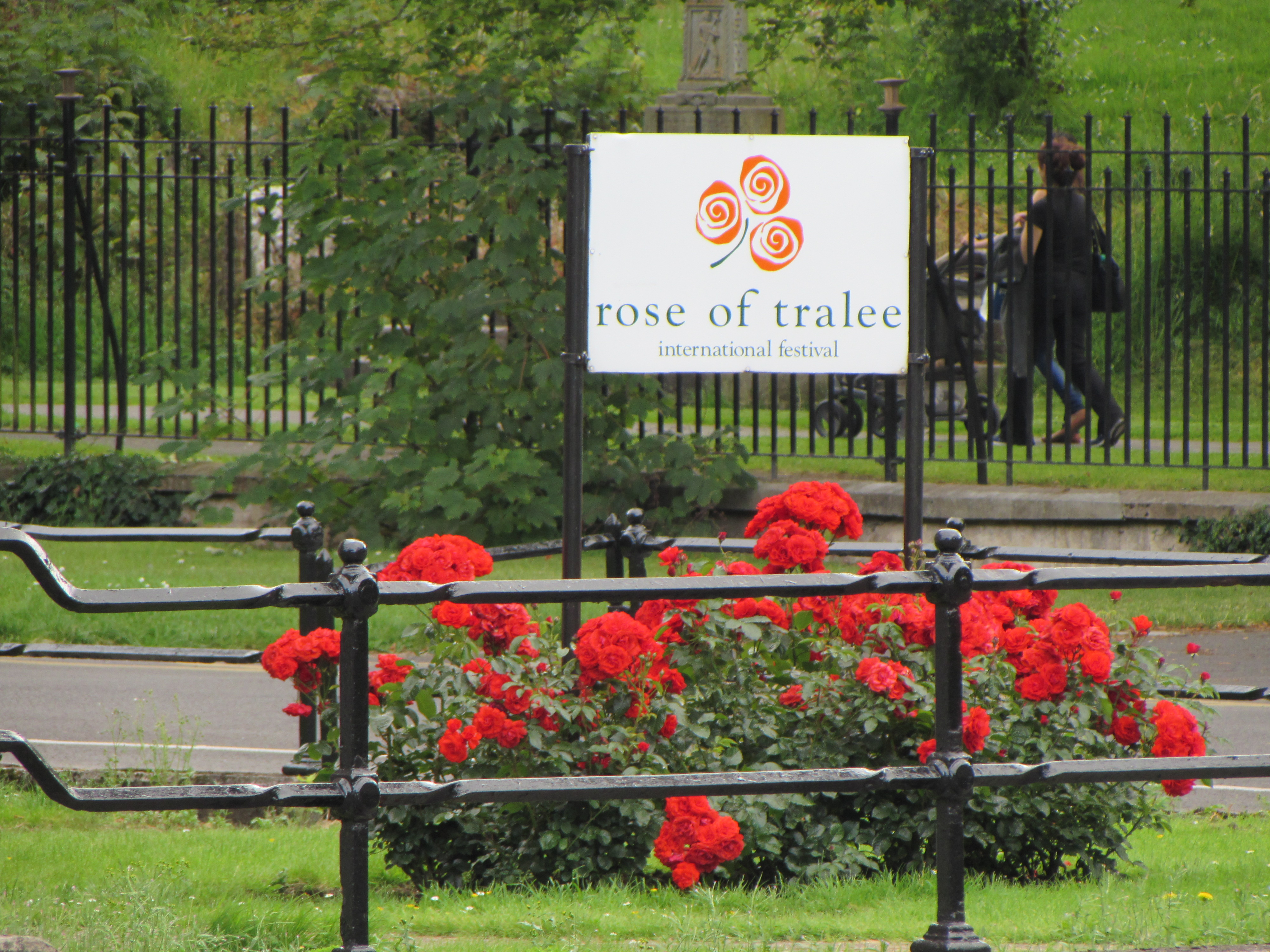
Affiche du festival

Elysha Brennan La Rose de Tralee  est une compétition internationale, originaire d'Irlande.
Ce festival est inspiré d'une ballade irlandaise du XIXe siècle racontant l'histoire d'une femme prénommée Marie et célébrée pour sa beauté dans toute la ville de Tralee. Elle fut ainsi appelée « la Rose de Tralee ».
Aujourd'hui, le festival a pour but d'élire une jeune femme d'origine irlandaise qui sera, une année durant, la représentante de la communauté irlandaise dans le monde. Le Festival international de la Rose de Tralee a lieu tous les ans, en août.

## Origines
Le festival tient ses origines de la Reine du Carnaval, un événement annuel qui était propre à la ville. Oublié pendant quelques années, notamment à cause de l'émigration d'après-guerre, le carnaval ressuscite à Tralee, en 1957, pour redonner vie au tourisme.
Il est alors dirigé par Dan Nolan, le directeur général du journal du Kerry, Billy Clifford, Jo Hussey  et Ted Healy. Ils ont eu l'idée du festival de la Rose de Tralee. La compétition commence en 1959 sur un budget de seulement £ 750. 
À l'origine, seules les femmes de Tralee étaient autorisées à concourir. Mais à partir des années 1960, le concours a été étendu à toutes les femmes du Kerry, et en 1967 à toutes les femmes de naissance ou d'ascendance irlandaise. 

## Règlement
Le festival de la  Rose de Tralee  est désormais organisé chaque année à la fin du mois d'août à Tralee, comté de Kerry. L'objectif est  de choisir une jeune femme pour la couronner « Rose ».  La gagnante doit être une  femme considérée comme répondant le mieux aux attributs relayés dans la chanson : « belle et charmante ».
Chacun des trente-deux comtés de l'Irlande choisit une Rose. Les finales régionales ont lieu en juin de chaque année : six filles irlandaises sont sélectionnées pour prendre part à la Rose internationale du festival de Tralee. Les Roses des comtés du Kerry, de Dublin et de Cork sont automatiquement qualifiées pour le festival.
N'oublions pas les Roses internationales choisies dans le monde entier : Birmingham, Boston, Darwin, Dubaï, France, Londres, Luxembourg, Leeds, Newcastle, New York, La Nouvelle-Orléans, la Nouvelle-Zélande, Perth, Philadelphie, Queensland, San Francisco, Californie du Sud, Australie du Sud, Sunderland, Sydney, Texas, Toronto...
Le concours, qui est diffusé sur deux nuits par RTÉ, a été présenté, de 2005 à 2009, par Ray D'Arcy et par Dáithí Ó Sé sera l'hôte en 2010. Gay Byrne en fut également le présentateur pendant 17 ans. 
En 2008, les mères célibataires ont, pour la première fois, été autorisées à participer au concours.

## Les lauréates
| Année | Nom                       | ville représentée |
| ----- | ------------------------- | ----------------- |
| 1959  | Alice O'Sullivan (en)     | Dublin            |
| 1960  | Theresa Kenny             | Chicago           |
| 1961  | Josie Ruane               | Cork              |
| 1962  | Ciara O'Sullivan          | Dublin            |
| 1963  | Geraldine Fitzgerald      | Boston            |
| 1964  | Margaret O'Keeffe         | Tralee            |
| 1965  | Thérèse Gillespie         | Belfast           |
| 1966  | Lorraine Stollery         | Nouvelle-Zélande  |
| 1967  | Anne Foley                | Birmingham        |
| 1968  | Eileen Slattery           | Clare             |
| 1969  | Cathy Quinn               | Dublin            |
| 1970  | Kathy Gallois             | Holyoke           |
| 1971  | Linda McGreevey           | Miami             |
| 1972  | Claire Dübendorfer        | Suisse            |
| 1973  | Veronica McCambridge      | Belfast           |
| 1974  | Maggie Flaherty           | New York          |
| 1975  | Maureen Shannon           | Londres           |
| 1976  | Marie Soden               | New York          |
| 1977  | Orla Burke                | Waterford         |
| 1978  | Liz Shovlin               | Pennsylvanie      |
| 1979  | Marita Marron             | Belfast           |
| 1980  | Sheila O'Hanrahan         | Galway            |
| 1981  | Debbie Carey              | Birmingham        |
| 1982  | Laura Gainey              | Peterborough      |
| 1983  | Brenda Hyland             | Waterford         |
| 1984  | Diane Hannagan            | Limerick          |
| 1985  | Helena Rafferty           | Boston            |
| 1986  | Noreen Cassidy            | Leeds             |
| 1987  | Larna Canoy               | Chicago           |
| 1988  | Mary Ann Murphy           | Nouvelle-Zélande  |
| 1989  | Sinéad Boyle              | Dublin            |
| 1990  | Julia Dawson              | Allemagne         |
| 1991  | Denise Murphy             | Cork              |
| 1992  | Niamh Grogan              | Galway            |
| 1993  | Kirsty Flynn              | Midlands          |
| 1994  | Muirne Hurley             | Limerick          |
| 1995  | Nyomi Horgan              | Perth             |
| 1996  | Colleen Mooney            | Toronto           |
| 1997  | Sinéad Lonergan           | France            |
| 1998  | Mindi O'Sullivan          | Galway            |
| 1999  | Geraldine O'Grady         | Cork              |
| 2000  | Róisín Egenton (en)       | New York          |
| 2001  | Lisa Manning              | Perth             |
| 2002  | Tamara Gervasoni          | Italie            |
| 2003  | Orla Tobin (en)           | Dublin            |
| 2004  | Orla O'Shea (en)          | Kilkenny          |
| 2005  | Aoibhinn Ní Shúilleabháin | Mayo              |
| 2006  | Kathryn Anne Feeney       | Queensland        |
| 2007  | Lisa Murtagh              | New York          |
| 2008  | Aoife Kelly               | Tipperary         |
| 2009  | Charmaine Kenny           | Londres           |
| 2010  | Clare Kambamettu          | Londres           |
| 2011  | Tara Talbot               | Queensland        |
| 2012  | Nicola McEvoy             | Luxembourg        |
| 2013  | Haley O'Sullivan          | Texas             |
| 2014  | Maria Walsh               | Philadelphie      |
| 2015  | Elysha Brennan            | Meath             |
| 2016  | Maggie McEldowney         | Chicago           |
| 2017  | Jennifer Byrne            | Offaly            |
| 2018  | Kirsten Mate Maher        | Waterford         |
| 2019  | Sinéad Flanagan           | Limerick          |